# معادله شیمیایی

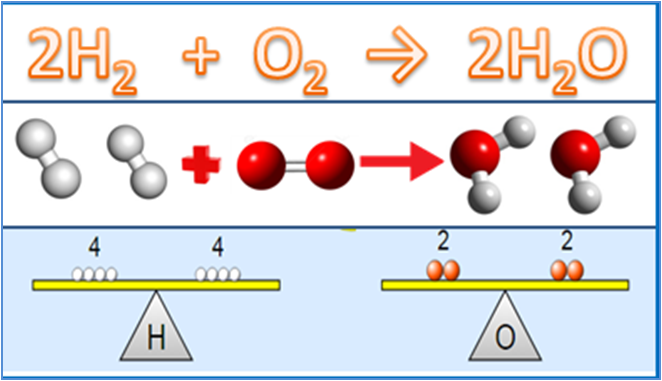
معادله شیمیایی

معادله شیمیایی نمایش دهنده یک واکنش شیمیایی بر اساس نمادهای شیمیایی اجزا شرکت‌کننده در واکنش می‌باشد. مواد اولیه شرکت‌کننده در واکنش، واکنش دهنده نام دارد و در سمت چپ معادله شیمیایی نوشته می‌شود و مواد تولید شده در واکنش را فرآورده می‌نامند و در سمت راست معادله نوشته می‌شود. بر اساس قانون پایستگی جرم ماده به وجود نمی‌آید و از بین نیز نمی‌رود، در نتیجه با قرار دادن ضرایبی در پشت نمادهای شیمیایی اجزا اصطلاحاً آن معادله را موازنه می‌کنیم. این ضرایب ،ضرایب استوکیومتری نام دارد.

## شکل کلی یک معادله شیمیایی
(aA + bB {\displaystyle \rightarrow } cC + dD)
که در این معادله (A,B،C,D) نشان دهنده نماد شیمیایی اجزا تشکیل دهنده واکنش است و (a,b،c,d) نیز ضرایب استوکیومتری آن‌ها است.
همچنین در معادلات شیمیایی برای نشان دادن حالت ماده (جامد، مایع، گازو...) از علائم زیر استفاده می‌شود:
نشان دهنده فاز گاز g
نشان دهنده فاز مایع l
نشان دهنده فاز جامد s
نشان دهنده فاز محلول در آب aq

به عنوان مثال واکنش نیترات نقره و کلسیم کلرید:
CaCl۲(aq) + 2AgNO۳(aq)   {\displaystyle \rightarrow } Ca(NO۳)۲(aq) + 2AgCl(s)